# Mikhaïl Vassiliévitch Milonov
 (mars 2019).
 (mars 2019).
Si vous disposez d'ouvrages ou d'articles de référence ou si vous connaissez des sites web de qualité traitant du thème abordé ici, merci de compléter l'article en donnant les références utiles à sa vérifiabilité et en les liant à la section « Notes et références ».
Mikhaïl Vassiliévitch Milonov (en russe : Михаил Васильевич Милонов, né le 5 mars 1792 (16 mars dans le calendrier grégorien) et mort le 17 octobre 1821 (29 octobre dans le calendrier grégorien)) est un poète russe.